# Grodziec (gmina w powiecie będzińskim)
Grodziec – dawna gmina wiejska, istniejąca w latach 1915–1951 w Kieleckiem i Katowickiem (dzisiejsze woj. śląskie). Siedzibą władz gminy była wieś Grodziec (obecnie dzielnica Będzina).
Gmina Grodziec została utworzona 2 sierpnia 1915 w powiecie będzińskim przez niemieckie władze okupacyjne z miejscowości Grodziec ze zniesionej gminy Gzichów, do której jednocześnie przyłączono miejscowości Grudków i Łagisza z gminy Bobrowniki. 17 września 1915 miejscowości te weszły w skład nowo utworzonej gminy Łagisza.
W okresie międzywojennym gmina Grodziec należała do powiatu będzińskiego w woj. kieleckim.
Po wojnie gmina przez bardzo krótki czas zachowała przynależność administracyjną, lecz już 18 sierpnia 1945 roku została wraz z całym powiatem będzińskim przyłączona do woj. śląskiego (od 6 lipca 1950 roku pod nazwą woj. katowickie). Według stanu z 1 stycznia 1946 roku gmina Grodziec składała się z samego Grodźca i przez to nie była podzielona na gromady. Jako gmina wiejska jednostka przestała istnieć z dniem 8 sierpnia 1951 roku wraz z nadaniem Grodźcowi praw miejskich i przekształceniem jednostki w gminę miejską.